# Senecio vulgaris
Il senecione comune (nome scientifico Senecio vulgaris L., 1753) è una specie di pianta angiosperma dicotiledone della famiglia delle Asteraceae (sottofamiglia Asteroideae).

## Etimologia
Il nome generico (Senecio) deriva dal latino senex che significa “vecchio uomo” e fa riferimento al ciuffo di peli bianchi (pappo) che sormonta gli acheni, che ricorda la chioma di un vecchio. L'epiteto specifico (vulgaris = comune) fa riferimento alla sua diffusa distribuzione.
Il binomio scientifico attualmente accettato (Senecio vulgaris) è stato proposto da Carl von Linné nella pubblicazione ”Species Plantarum” del 1753.

## Descrizione

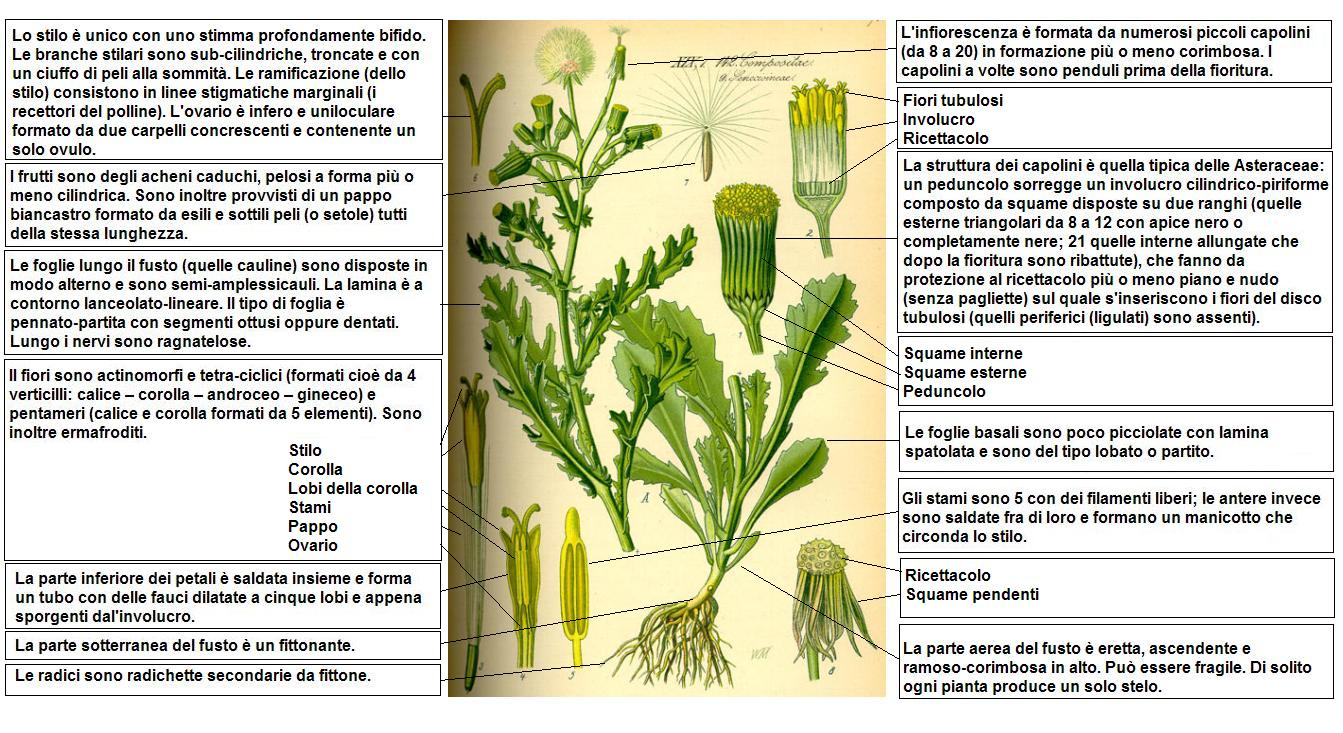
Descrizione delle parti della pianta

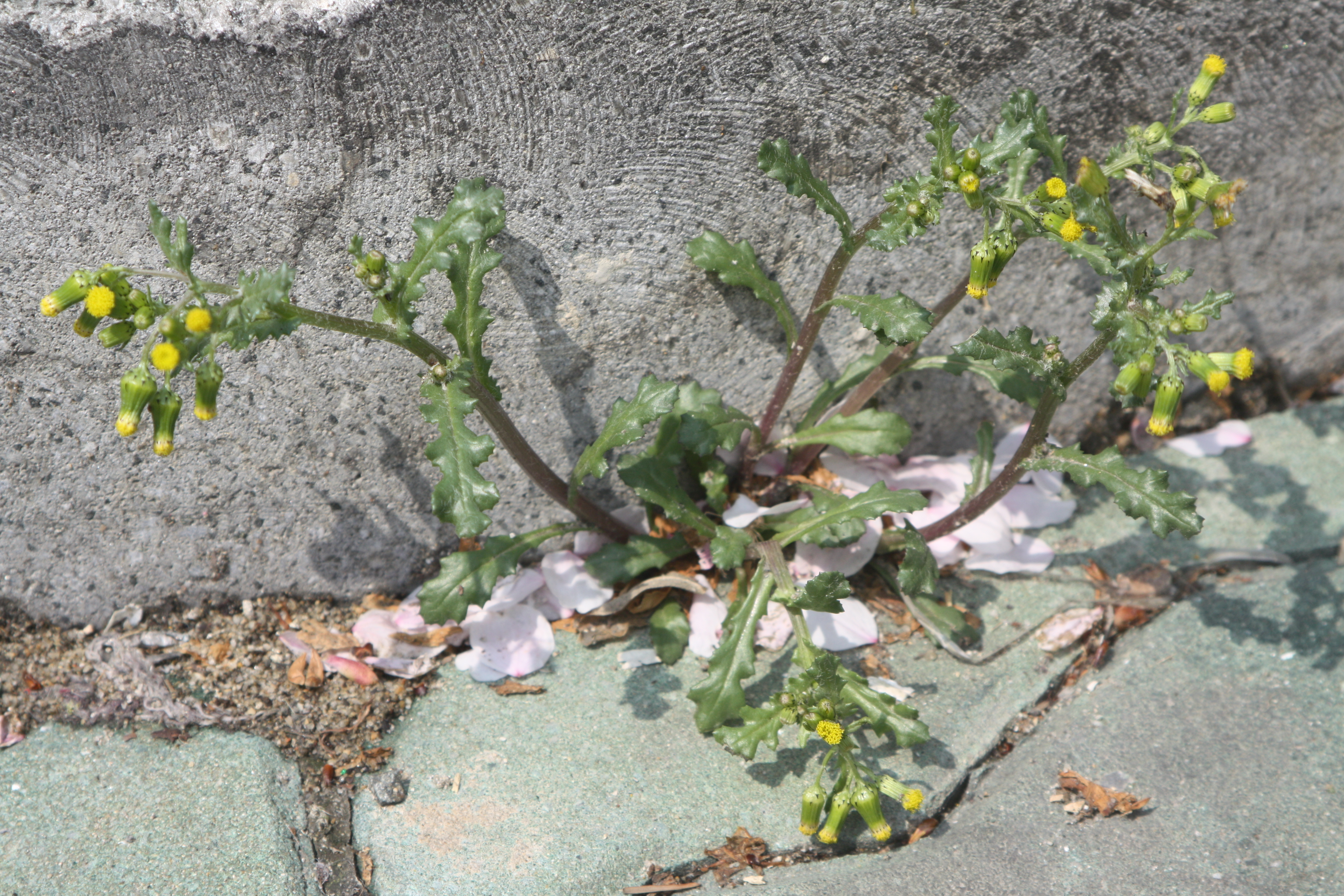
Il portamento

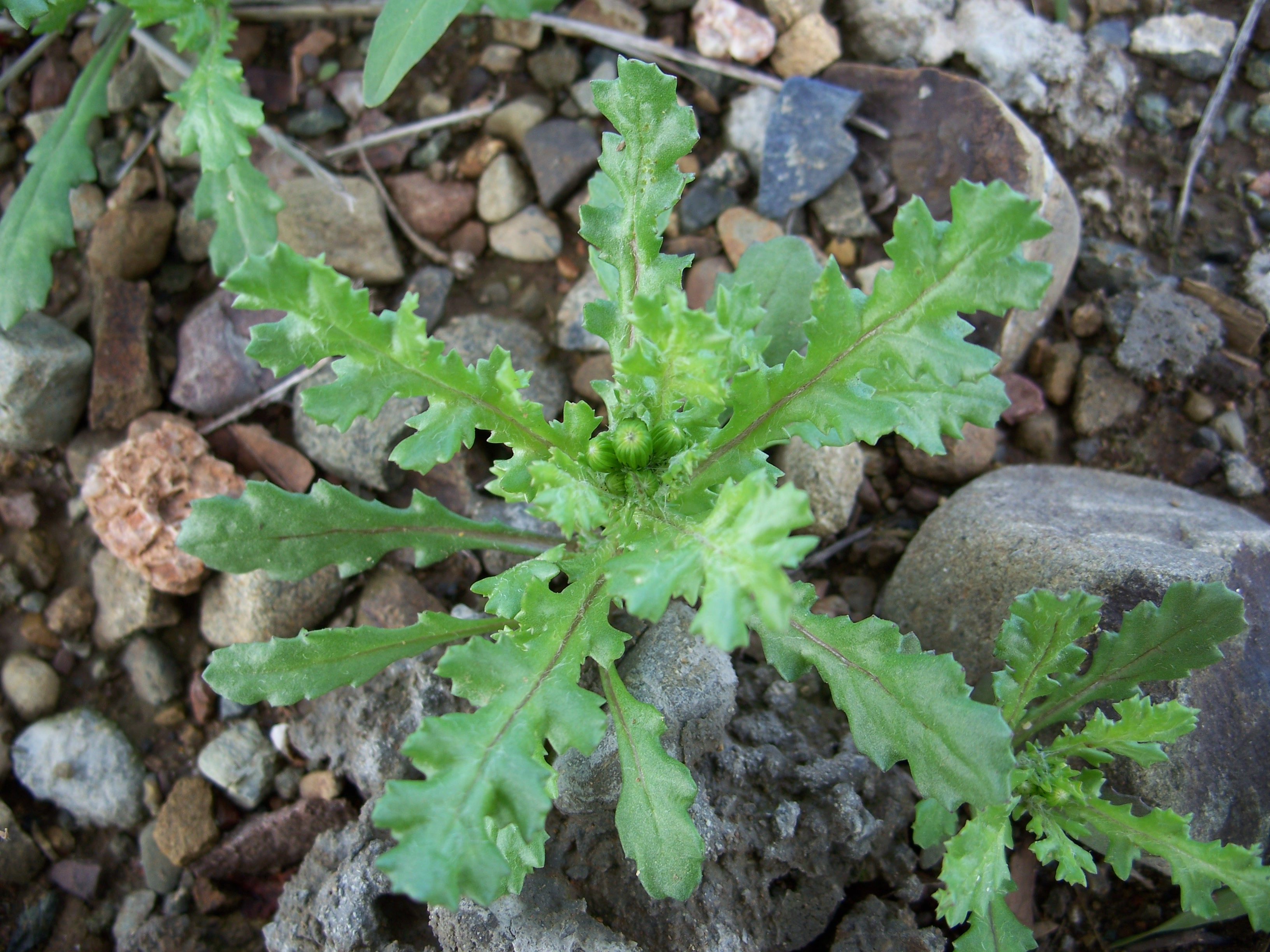
Rosetta basale

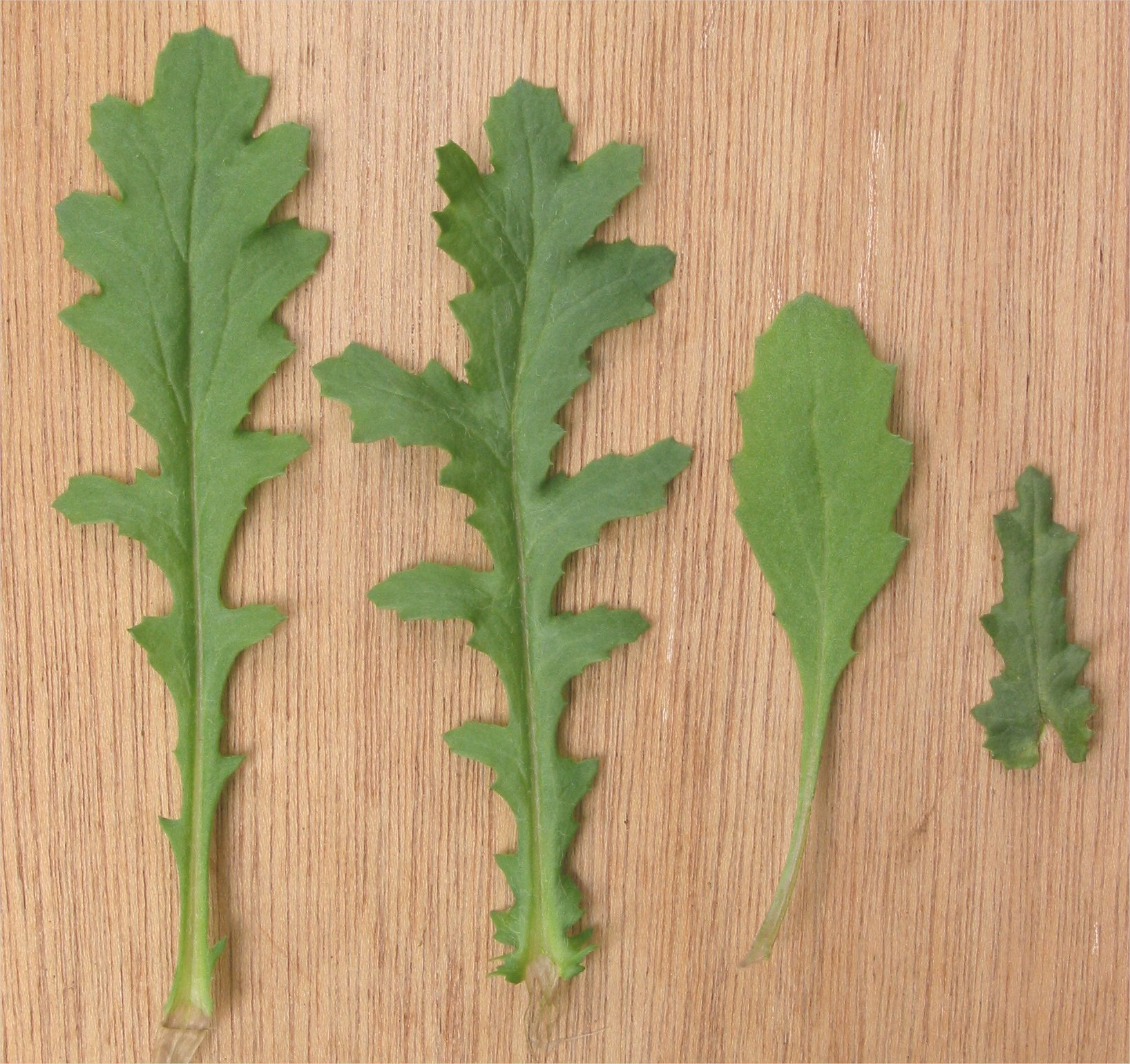
Le foglie

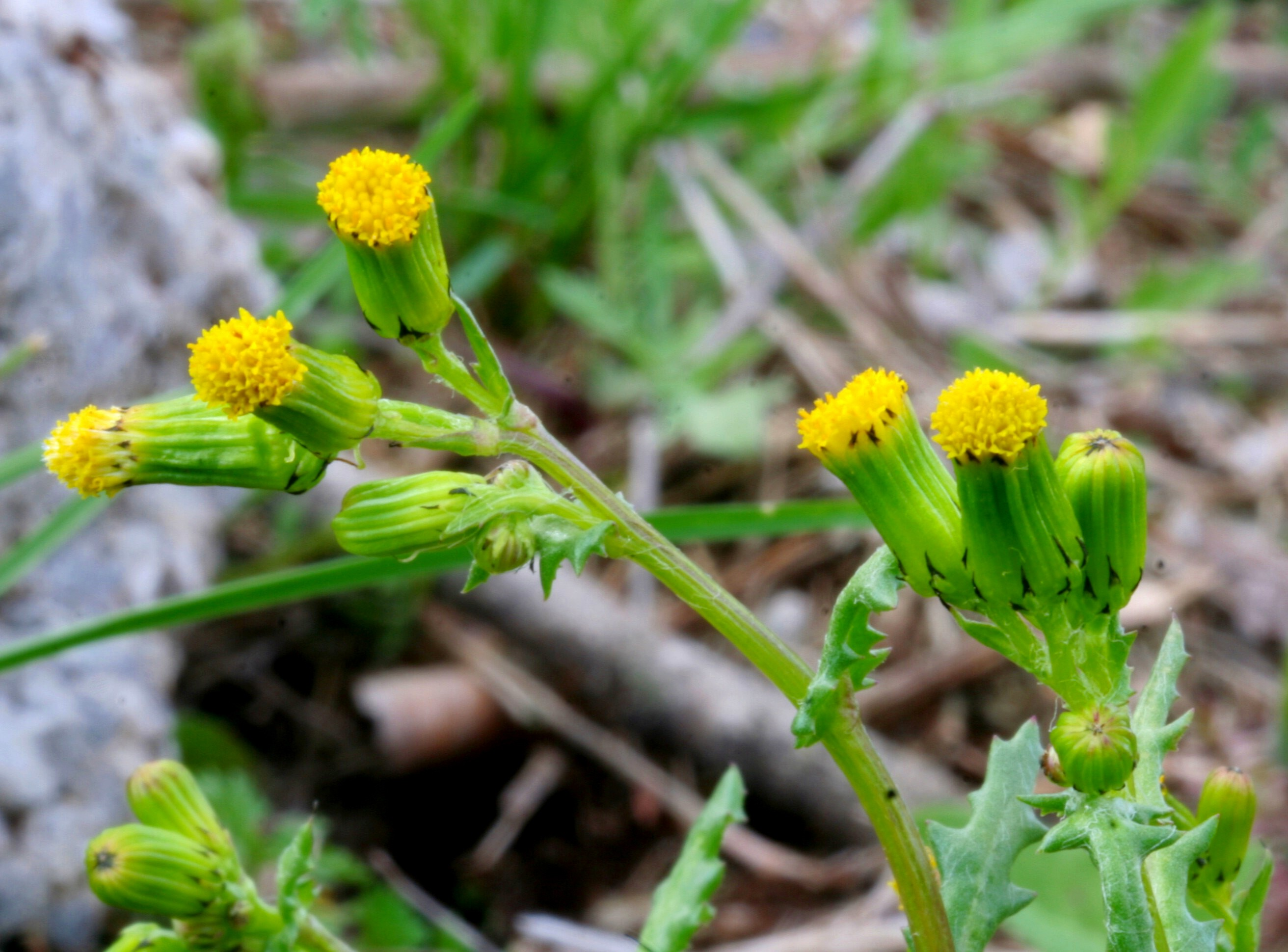
I capolini

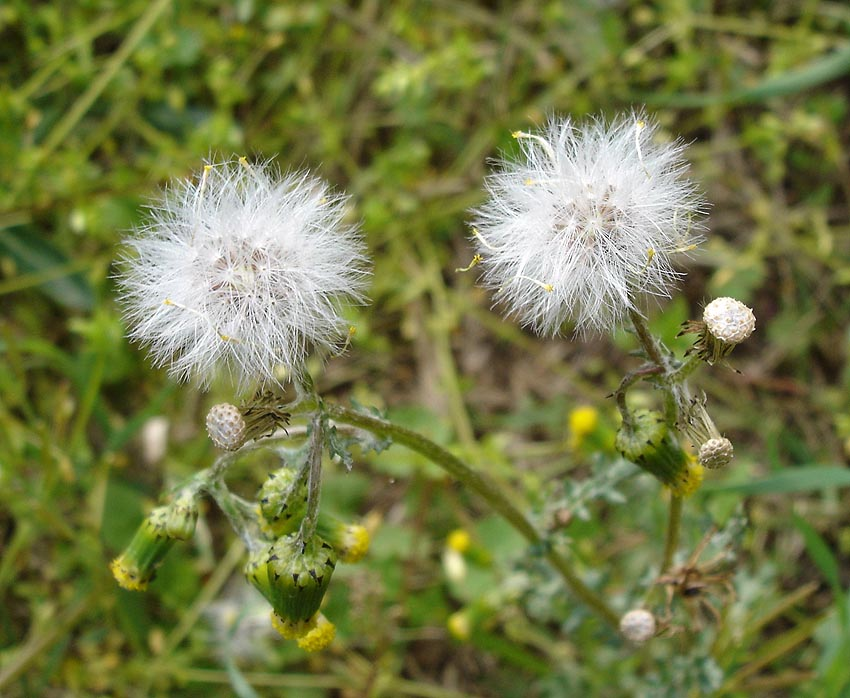
Il pappo

Habitus. L'altezza di questa pianta varia da 2 a 4 dm. La forma biologica è terofita scaposa (T scap), ossia sono piante erbacee che differiscono dalle altre forme biologiche poiché, essendo annuali, superano la stagione avversa sotto forma di seme, sono inoltre munite di asse fiorale eretto e spesso privo di foglie. Queste piante possiedono al loro interno delle sostanze chimiche quali i lattoni sesquiterpenici e gli alcaloidi pirrolizidinici. Da giovani possono presentarsi irregolarmente o scarsamente tomentose.
Radici. Le radici sono radichette secondarie da fittone.
Fusto. 
- Parte ipogea: la parte sotterranea è un fittonante.
- Parte epigea: la parte aerea del fusto è eretta, ascendente e ramoso-corimbosa in alto. Può essere fragile. Di solito ogni pianta produce un solo stelo.

Foglie. Le foglie si dividono in due tipi: basali e cauline. Quelle basali sono poco picciolate con lamina spatolata e sono del tipo lobato o pennatopartita. Dimensione: larghezza 2 cm; lunghezza 7 cm. Le foglie lungo il fusto (quelle cauline) sono disposte in modo alterno e sono semi-amplessicauli. La lamina è a contorno lanceolato-lineare. Il tipo di foglia è pennatopartita con segmenti ottusi oppure dentati. Lungo i nervi sono ragnatelose.
Infiorescenza. Le sinflorescenze sono composte da numerosi piccoli capolini (da 8 a 20) organizzati in formazioni corimbose. I capolini a volte sono penduli prima della fioritura. La struttura dei capolini è quella tipica delle Asteraceae: un peduncolo sorregge un involucro cilindrico-piriforme composto da brattee disposte su due ranghi (quelle esterne triangolari da 8 a 12 con apice nero o completamente nere; circa 21 quelle interne allungate che dopo la fioritura sono ribattute o pendenti), che fanno da protezione al ricettacolo più o meno piano e nudo (senza pagliette) sul quale s'inseriscono i fiori del disco tubulosi (quelli periferici (ligulati) sono più o meno assenti). Dimensioni dell'involucro: larghezza 3 – 6 mm; lunghezza 6 – 7 mm. Dimensione del capolino: 5 – 8 mm. Dimensione delle brattee interne: 4 – 6 mm (quelle esterne son circa ¼ di quelle interne).
Fiori.  I fiori sono tetra-ciclici (formati cioè da 4 verticilli: calice – corolla – androceo – gineceo) e pentameri (calice e corolla formati da 5 elementi). Sono inoltre ermafroditi, più precisamente i fiori del raggio (quelli ligulati e zigomorfi) sono femminili; mentre quelli del disco centrale (tubulosi e actinomorfi) sono bisessuali o a volte funzionalmente maschili.
- Formula fiorale:

*/x K {\displaystyle \infty }, [C (5), A (5)], G 2 (infero), achenio
- Calice: i sepali del calice sono ridotti ad una coroncina di squame.
- Corolla: nella parte inferiore i petali della corolla sono saldati insieme e formano un tubo. In particolare le corolle dei fiori del disco centrale (tubulosi) terminano con delle fauci dilatate a raggiera con cinque lobi. Nella corolla dei fiori periferici (ligulati) il tubo si trasforma in un prolungamento ligulato (molto breve se presente), terminante più o meno con cinque dentelli. Il colore delle corolle di norma è giallo. Lunghezza dei fiori: 7 mm.
- Androceo: gli stami sono 5 con dei filamenti liberi. La parte basale del collare dei filamenti può essere dilatata. Le antere invece sono saldate fra di loro e formano un manicotto che circonda lo stilo. Le antere normalmente sono senza coda ("ecaudate"). La struttura delle antere è di tipo tetrasporangiato, raramente sono bisporangiate. Il tessuto endoteciale è radiale o polarizzato. Il polline è tricolporato (tipo "helianthoid").[17]
- Gineceo: lo stilo è biforcato con due stigmi nella parte apicale. Gli stigmi sono troncati; possono avere un ciuffo di peli radicali o in posizione centrale; possono inoltre essere ricoperti da minute papille; altre volte i peli sono di tipo penicillato. Le superfici stigmatiche sono due e separate. L'ovario è infero uniloculare formato da 2 carpelli.
- Antesi: tutto l'anno.

Frutti. I frutti sono degli acheni con pappo. La forma degli acheni è più o meno affusolata. La superficie è percorsa da alcune coste longitudinali con ispessimenti marginali, e può essere glabra o talvolta pubescente. Non sempre il carpoforo è distinguibile. Il pappo, persistente o caduco, è formato da numerose setole snelle e bianche (lisce o barbate); le setole possono inoltre essere connate alla base. Lunghezza degli acheni: 1 – 2 mm. Lunghezza del pappo: 5 mm.

## Biologia
Impollinazione: l'impollinazione avviene tramite insetti (impollinazione entomogama tramite farfalle diurne e notturne).

Riproduzione: la fecondazione avviene fondamentalmente tramite l'impollinazione dei fiori (vedi sopra). Il ciclo di questa pianta è comunque breve (2 o 3 mesi) per cui nell'anno sono presenti diverse generazioni. Questa pianta ha un buon successo di germinazione: 100% appena il seme cade a terra, e 87% dopo 3 anni di quiescenza.

Dispersione: i semi (gli acheni) cadendo a terra sono successivamente dispersi soprattutto da insetti tipo formiche (disseminazione mirmecoria). In questo tipo di piante avviene anche un altro tipo di dispersione: zoocoria. Infatti gli uncini delle brattee dell'involucro (se presenti) si agganciano ai peli degli animali di passaggio disperdendo così anche su lunghe distanze i semi della pianta. Inoltre per merito del pappo il vento può trasportare i semi anche a distanza di alcuni chilometri (disseminazione anemocora). Da test di laboratorio si è constatato che i semi possono disperdersi fino a 2 – 3 metri dalla pianta madre

## Distribuzione e habitat

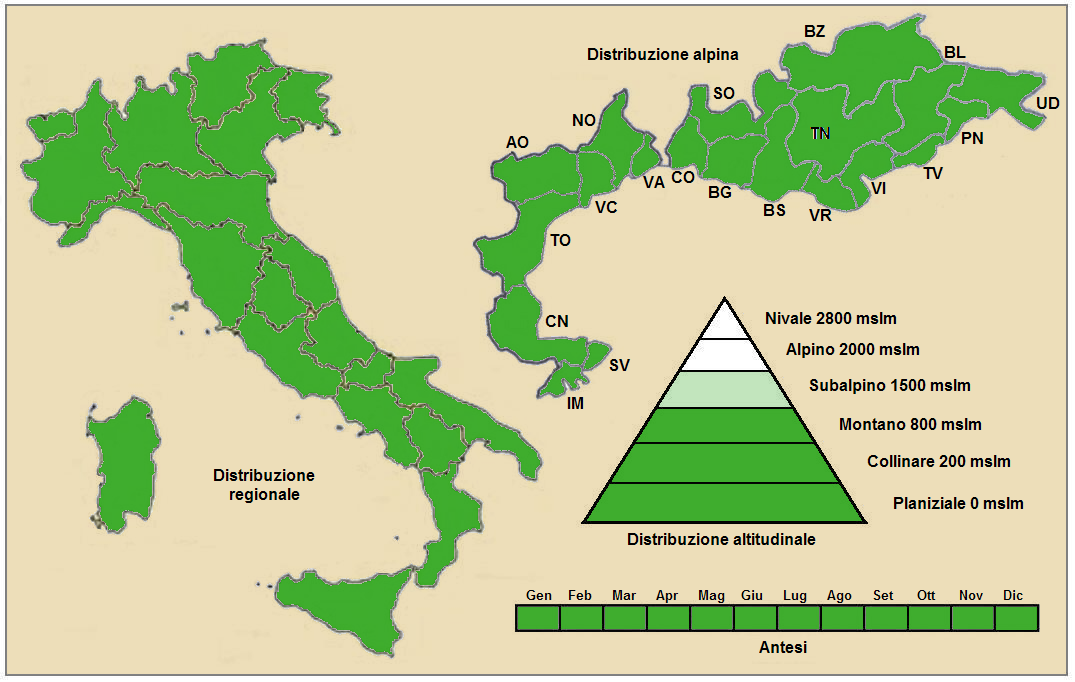
Distribuzione della pianta
(Distribuzione regionale – Distribuzione alpina)

Geoelemento: il tipo corologico (area di origine) è  Euri-Mediterraneo ma in seguito considerato Cosmopolita.
Distribuzione:  è una pianta comunissima in tutto il territorio italiano; ma anche nel resto dell'Europa (a parte la zona delle Alpi Dinariche). Si trova anche nel Nord America e Sud America (non equatoriale), Africa (Macaronesia e zone mediterranee del nord) e Asia temperata.
Habitat: l'habitat tipico di questa specie sono gli incolti presso le abitazioni e le colture come orti, vigneti, oliveti, mais e patate (è considerata specie infestante); ma anche ambienti ruderali, strade dimesse, scarpate, vicinanze dei corsi d'acqua, schiarite e strade forestali, parchi e viali. Il substrato preferito è sia calcareo che siliceo con pH neutro, alti valori nutrizionali del terreno che deve essere mediamente umido.
Distribuzione altitudinale: sui rilievi queste piante si possono trovare fino a 1800 m s.l.m.; frequentano quindi i seguenti piani vegetazionali: montano e collinare oltre a quello planiziale (a livello del mare) e in parte anche quello subalpino.

## Fitosociologia

### Areale alpino
Dal punto di vista fitosociologico alpino questa sottospecie appartiene alla seguente comunità vegetale:
Formazione: delle comunità terofitiche pioniere nitrofile
Classe: Stellarietea mediae

### Areale italiano
Per l'areale completo italiano Senecio vulgaris appartiene alla seguente comunità vegetale:
Macrotipologia: vegetazione erbacea sinantropica, ruderale e megaforbieti
Classe: Chenopodio-stellarienea Rivas Goday, 1956
Ordine: Urtico-scrophularietalia peregrinae Brullo ex Biondi, Blasi, Casavecchia & Gasparri in Biondi, Allegrezza, Casavecchia, Galdenzi, Gasparri, Pesaresi, Vagge & Blasi, 2014
Alleanza: Veronico-Urticion urentis Brullo, 1985
Descrizione. L'alleanza Veronico-Urticion urentis è relativa alle comunità infestanti gli agrumeti, a ciclo invernale-primaverile. Questa cenosi si sviluppa in ambienti ombreggiati (l’ombreggiamento è determinato dall’ampia e densa chioma degli alberi di agrumi), con suoli profondi e ben nitrificati. Il piano bioclimatico è quello termomediterraneo. L'alleanza è distribuita nel Mediterraneo centrale ed orientale ed è stata segnalata in Sicilia e nella Penisola Balcanica.
Specie presenti nell'associazione: Urtica membranacea, Fumaria capreolata, Oxalis pes-caprae, Galium aparine, Parietaria diffusa, Sonchus oleraceus, Mercurialis annua, Bromus sterilis, Stellaria neglecta, Senecio vulgaris, Avena barbata, Brassica rapa, Veronica persica e Urtica urens.
Altre alleanze e associazioni per questa specie sono:
- Ornithogalo corsici-Trifolienion subterranei.

## Tassonomia
La famiglia di appartenenza di questa voce (Asteraceae o Compositae, nomen conservandum) probabilmente originaria del Sud America, è la più numerosa del mondo vegetale, comprende oltre 23.000 specie distribuite su 1.535 generi, oppure 22.750 specie e 1.530 generi secondo altre fonti (una delle checklist più aggiornata elenca fino a 1.679 generi). La famiglia attualmente (2021) è divisa in 16 sottofamiglie; la sottofamiglia Asteroideae è una di queste e rappresenta l'evoluzione più recente di tutta la famiglia.

### Filogenesi
Il genere di questa voce appartiene alla sottotribù Senecioninae della tribù Senecioneae (una delle 21 tribù della sottofamiglia Asteroideae). La struttura della sottotribù è molto complessa e articolata (è la più numerosa della tribù con oltre 1.200 specie distribuite su un centinaio di generi) e al suo interno sono raccolti molti sottogruppi caratteristici le cui analisi sono ancora da completare. Il genere di questa voce è il principale della sottotribù con quasi 1500 specie. Nell'ambito della filogenesi delle Senecioninae Senecio è polifiletico e molti sue specie sono attualmente "sparse" tra gli oltre 100 generi della sottotribù. Senecio s.str. è posizionato più o meno alla base della sottotribù  (è uno dei primi generi che si sono separati).
La specie  Senecio vulgaris è individuata dai seguenti caratteri specifici:
- il portamento è annuale erbaceo;
- il diametro dell'involucro è di 3 - 6 mm;
- l'apice delle brattee involucrali è nero;
- nella maggioranza dei casi i fiori sono tutti tubulosi;
- gli acheni sono lunghi 1,5 - 2 mm.

Il numero cromosomico di S. vulgaris è: 2n = 40 (tetraploide).

### Variabilità
Questa è una specie variabile soprattutto nei seguenti caratteri:
- ciclo biologico: nelle zone fredde tende ad essere bienne;
- altezza: si possono trovare individui di pochi centimetri tanto da essere confusi con la specie Senecio leucanthemifolius (ma solo in Sicilia);
- ramificazione: più o meno densa;
- foglie: nelle stazioni aride le foglie tendono ad essere più carnose e glabre;
- fiori ligulati: normalmente sono assenti, ma in alcuni casi sono presenti;
- indumento: in Sardegna sono stati trovati individui molto pelosi (var. tyrrhenus Fiori - non riconosciuta nelle checklist più recenti)
- squame esterne: possono essere ridotte come nelle specie siciliane (var. siculus Guss. - non riconosciuta nelle checklist più recenti)

Per questa specie è riconosciuta la seguente varietà presente nel nord dell'Europa (e forse in Sicilia):
- Senecio vulgaris L. subsp. denticulatus (O.F.Müll.) P.D.Sell  (1967)

### Sinonimi
Sono elencati alcuni sinonimi per questa entità:
- Jacobaea vulgaris (L.) Claus
- Senecio vulgaris var. villosus  Iverus 

### Specie simili
La specie di questa voce può facilmente essere confusa con la specie Senecio sylvaticus. La tabella seguente ne evidenzia le diversità.
| Carattere                        | Senecio sylvaticus           | Senecio vulgaris                                |
| -------------------------------- | ---------------------------- | ----------------------------------------------- |
| ligule                           | presenti ma poco osservabili | assenti (qualche volta possono essere presenti) |
| presenza ghiandole nelle squame  | si                           | no                                              |
| colorazione delle squame esterne | verdi o scure all'apice      | più o meno tutte scure                          |

## Usi
Tutte le parti di questa pianta sono tossiche (la tossina colpisce in particolare il fegato). Alcuni mammiferi come i conigli non sembrano esserne danneggiati, mentre alcuni uccelli mangiano le foglie e i semi.

### Farmacia
- Sostanze presenti: senecionina, resine varie, inulina, glucosio e sali di potassio.[14]
- Proprietà curative:[14]

- antielmintica (elimina svariati tipi di vermi o elminti parassiti);
- antiscorbutica (combatte lo scorbuto con la presenza di vitamine);
- emmenagoga (regola il flusso mestruale);
- vasocostrittrice (restringe i vasi sanguigni aumentandone la pressione);
- cardiotonica (regola la frequenza cardiaca);
- diaforetica (agevola la traspirazione cutanea).

- Parti usate: la pianta intera sotto forma di infusi, tinture e sciroppi.

### Cucina
In alcune zone si usano le giovani foglie come insalata, anche se questo è sconsigliabile vista la tossicità della pianta.